# Tomaszów Lubelski (gmina wiejska)
Tomaszów Lubelski – gmina wiejska w województwie lubelskim, w powiecie tomaszowskim. W latach 1975–1998 gmina położona była w województwie zamojskim.
Siedziba gminy to Tomaszów Lubelski.
Według danych z 31 grudnia 2019 gminę zamieszkiwało 11 358 osób.

## Ochrona przyrody
Na obszarze gminy znajdują się następujące rezerwaty przyrody:
- rezerwat przyrody Piekiełko koło Tomaszowa Lubelskiego – chroni duże skupienia głazów narzutowych o wyjątkowo dużych rozmiarach;
- rezerwat przyrody Zarośle – chroni lasy jodłowo-bukowe z gatunkami roślin rzadkich i chronionych;
- rezerwat przyrody Przecinka – chroni zespół buczyny karpackiej (Dentario Glandulosae Fagetum).

## Struktura powierzchni
Według danych z roku 2002 gmina Tomaszów Lubelski ma obszar 170,78 km², w tym:
- użytki rolne: 67%
- użytki leśne: 27%

Gmina stanowi 11,48% powierzchni powiatu.

## Demografia
Dane z 31 grudnia 2019:
Na każdych 100 mężczyzn przypada 102 kobiet.

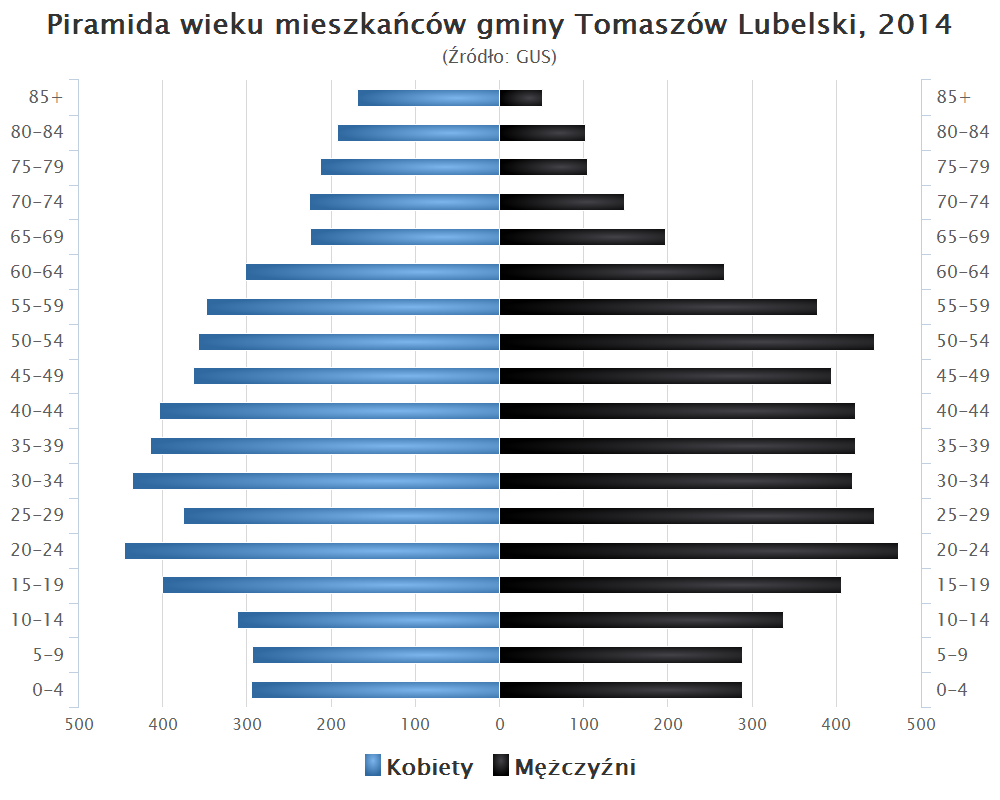
Piramida wieku mieszkańców gminy Tomaszów Lubelski w 2014 roku

| Opis                              | Ogółem | Ogółem | Kobiety | Kobiety | Mężczyźni | Mężczyźni |
| --------------------------------- | ------ | ------ | ------- | ------- | --------- | --------- |
| jednostka                         | osób   | %      | osób    | %       | osób      | %         |
| populacja                         | 11 358 | 100    | 5748    | 50,6    | 5610      | 49,4      |
| gęstość zaludnienia (mieszk./km²) | 63,9   | 63,9   | 32      | 32      | 31,9      | 31,9      |

## Miejscowości
| Miejscowości podstawowe oraz ich integralne części gminy Tomaszów Lubelski | Miejscowości podstawowe oraz ich integralne części gminy Tomaszów Lubelski | Miejscowości podstawowe oraz ich integralne części gminy Tomaszów Lubelski | Miejscowości podstawowe oraz ich integralne części gminy Tomaszów Lubelski |
| Nazwa miejscowości | Identyfikator SIMC                                                         | Rodzaj miejscowości                                                        | Miejscowość podstawowa                                                     |
| --- | -------------------------------------------------------------------------- | -------------------------------------------------------------------------- | -------------------------------------------------------------------------- |
| Kolonia Dolna | 0902725                                                                    | część kolonii                                                              | Wieprzowe Jezioro                                                          |
| Dub | 0902719                                                                    | część kolonii                                                              | Wieprzowe Jezioro                                                          |
| Pod Lasem | 0902062                                                                    | część wsi                                                                  | Dąbrowa Tomaszowska                                                        |
| Górecko | 0902085                                                                    | część wsi                                                                  | Górno                                                                      |
| Kolonia Dolna | 0902122                                                                    | część wsi                                                                  | Jeziernia                                                                  |
| Podbełżec | 0902139                                                                    | część wsi                                                                  | Jeziernia                                                                  |
| Podbór | 0902145                                                                    | część wsi                                                                  | Jeziernia                                                                  |
| Podlas | 0902151                                                                    | część wsi                                                                  | Jeziernia                                                                  |
| Rogowe Kopce | 0902168                                                                    | część wsi                                                                  | Jeziernia                                                                  |
| Glinianki | 0902116                                                                    | część wsi                                                                  | Jeziernia                                                                  |
| Zagrządki | 0902174                                                                    | część wsi                                                                  | Jeziernia                                                                  |
| Cybulówka | 0902100                                                                    | część wsi                                                                  | Jeziernia                                                                  |
| Wygon | 0902205                                                                    | część wsi                                                                  | Justynówka                                                                 |
| Dolina | 0902197                                                                    | część wsi                                                                  | Justynówka                                                                 |
| Majdan Górny Drugi | 0902270                                                                    | część wsi                                                                  | Majdan Górny                                                               |
| Majdan Górny Pierwszy | 0902286                                                                    | część wsi                                                                  | Majdan Górny                                                               |
| Sybir | 0902352                                                                    | część wsi                                                                  | Pasieki                                                                    |
| Cieplachy | 0902346                                                                    | część wsi                                                                  | Pasieki                                                                    |
| Kapsiówka | 0902375                                                                    | część wsi                                                                  | Podhorce                                                                   |
| Kolonia Podhorce | 0902398                                                                    | część wsi                                                                  | Podhorce                                                                   |
| Mirajdówka | 0902406                                                                    | część wsi                                                                  | Podhorce                                                                   |
| Kirkizówka | 0902381                                                                    | część wsi                                                                  | Podhorce                                                                   |
| Wygon | 0902429                                                                    | część wsi                                                                  | Przecinka                                                                  |
| Klimowica | 0902464                                                                    | część wsi                                                                  | Przeorsk                                                                   |
| Długie | 0902441                                                                    | część wsi                                                                  | Przeorsk                                                                   |
| Dulne | 0902458                                                                    | część wsi                                                                  | Przeorsk                                                                   |
| Sutki | 0902470                                                                    | część wsi                                                                  | Przeorsk                                                                   |
| Rogóźno-Folwark | 0902501                                                                    | część wsi                                                                  | Rogóźno                                                                    |
| Groszki | 0902547                                                                    | część wsi                                                                  | Ruda Wołoska                                                               |
| Sołokija | 0902560                                                                    | część wsi                                                                  | Ruda Żelazna                                                               |
| Pardasówka | 0902582                                                                    | część wsi                                                                  | Sabaudia                                                                   |
| Sabaudy | 0902599                                                                    | część wsi                                                                  | Sabaudia                                                                   |
| Dobrzanówka | 0902636                                                                    | część wsi                                                                  | Typin                                                                      |
| Folwarczysko | 0902642                                                                    | część wsi                                                                  | Typin                                                                      |
| Kątek | 0902659                                                                    | część wsi                                                                  | Typin                                                                      |
| Pod Lasem | 0902671                                                                    | część wsi                                                                  | Typin                                                                      |
| Bukowina | 0902620                                                                    | część wsi                                                                  | Typin                                                                      |
| Parama | 0902665                                                                    | część wsi                                                                  | Typin                                                                      |
| Stara Wieś | 0902688                                                                    | część wsi                                                                  | Typin                                                                      |
| Rogóźno-Kolonia | 0902518                                                                    | kolonia                                                                    |                                                                            |
| Łaszczówka-Kolonia | 0902234                                                                    | kolonia                                                                    |                                                                            |
| Wieprzowe Jezioro | 0902702                                                                    | kolonia                                                                    |                                                                            |
| Ruda Wołoska | 0902524                                                                    | wieś                                                                       |                                                                            |
| Ruda Żelazna | 0902553                                                                    | wieś                                                                       |                                                                            |
| Sabaudia | 0902576                                                                    | wieś                                                                       |                                                                            |
| Szarowola | 0902607                                                                    | wieś                                                                       |                                                                            |
| Rogóźno | 0902493                                                                    | wieś                                                                       |                                                                            |
| Dąbrowa Tomaszowska | 0902056                                                                    | wieś                                                                       |                                                                            |
| Jeziernia | 0902091                                                                    | wieś                                                                       |                                                                            |
| Ulów | 0902694                                                                    | wieś                                                                       |                                                                            |
| Chorążanka | 8090011                                                                    | wieś                                                                       |                                                                            |
| Typin | 0902613                                                                    | wieś                                                                       |                                                                            |
| Nowa Wieś | 0902317                                                                    | wieś                                                                       |                                                                            |
| Rabinówka | 0902487                                                                    | wieś                                                                       |                                                                            |
| Majdanek | 0902300                                                                    | wieś                                                                       |                                                                            |
| Justynówka | 0902180                                                                    | wieś                                                                       |                                                                            |
| Przeorsk | 0902435                                                                    | wieś                                                                       |                                                                            |
| Przecinka | 0902412                                                                    | wieś                                                                       |                                                                            |
| Podhorce | 0902369                                                                    | wieś                                                                       |                                                                            |
| Klekacz | 0902211                                                                    | wieś                                                                       |                                                                            |
| Pasieki | 0902330                                                                    | wieś                                                                       |                                                                            |
| Zamiany | 0902731                                                                    | wieś                                                                       |                                                                            |
| Łaszczówka | 0902228                                                                    | wieś                                                                       |                                                                            |
| Majdan Górny | 0902240                                                                    | wieś                                                                       |                                                                            |
| Górno | 0902079                                                                    | wieś                                                                       |                                                                            |
| Źródło: Komisja Standaryzacji Nazw Geograficznych: Urzędowy wykaz nazw miejscowości (2012,2015). Wykaz urzędowych nazw miejscowości i ich części (xls) opublikowany [w:] Dz.U. z 2013 r. poz. 200 ze zmianami w Dz.U. z 2015 r. poz. 1636. [dostęp 2017-06-04]. [zarchiwizowane z tego adresu (2017-07-29)]. (pol.).{Cytuj stronę} Linki zewnętrzne: "opublikowany". |                                                                            |                                                                            |                                                                            |

## Sołectwa
Chorążanka, Dąbrowa Tomaszowska, Górno, Jeziernia, Justynówka, Klekacz, Łaszczówka, Łaszczówka-Kolonia, Majdan Górny (2 sołectwa: Majdan Górny Pierwszy i Majdan Górny Drugi), Majdanek, Nowa Wieś, Pasieki, Podhorce, Przecinka, Przeorsk, Rabinówka, Rogóźno (3 sołectwa: Rogóźno I, II i III), Rogóźno-Kolonia, Ruda Wołoska, Ruda Żelazna, Sabaudia, Szarowola, Typin, Ulów, Wieprzowe Jezioro, Zamiany.

## Sąsiednie gminy
Bełżec, Jarczów, Krasnobród, Narol, Rachanie, Susiec, Tarnawatka, Tomaszów Lubelski (miasto)